# Забуль
Забуль (пушту زابل) — історична область Афганістану, одна з 34-х нині існуючих провінцій. Забуль став незалежним від сусідньої провінції Кандагара у 1963 року. Адміністративний центр — Калат.
Територія 17 343 км² з населенням 320 100 чоловік на 2007 рік.
Межує з Пакистаном.

## Адміністративний устрій
До його складу входять 9 районів:
- Аргахандаб
- Адхара
- Дейчопан
- Мізан
- Калат
- Шахджой
- Шамульзай
- Шімнкай
- Тарнак Ва Джалдак

## Сусідні провінції
| Афганістан | Це незавершена стаття з географії Афганістану. Ви можете допомогти проєкту, виправивши або дописавши її. |